# Máy ủi

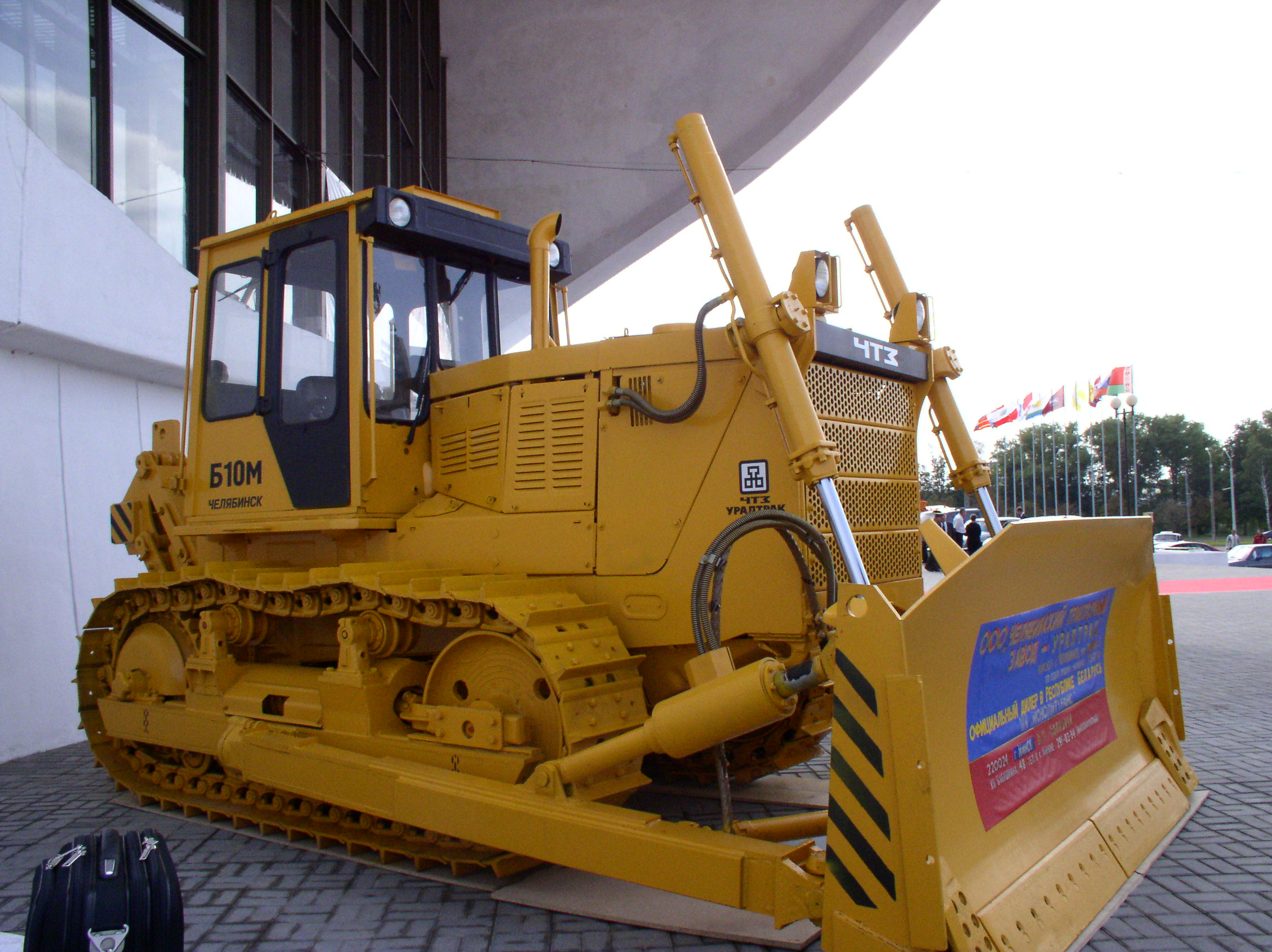
Máy ủi B10M của hãng ChTZ, Liên bang Nga

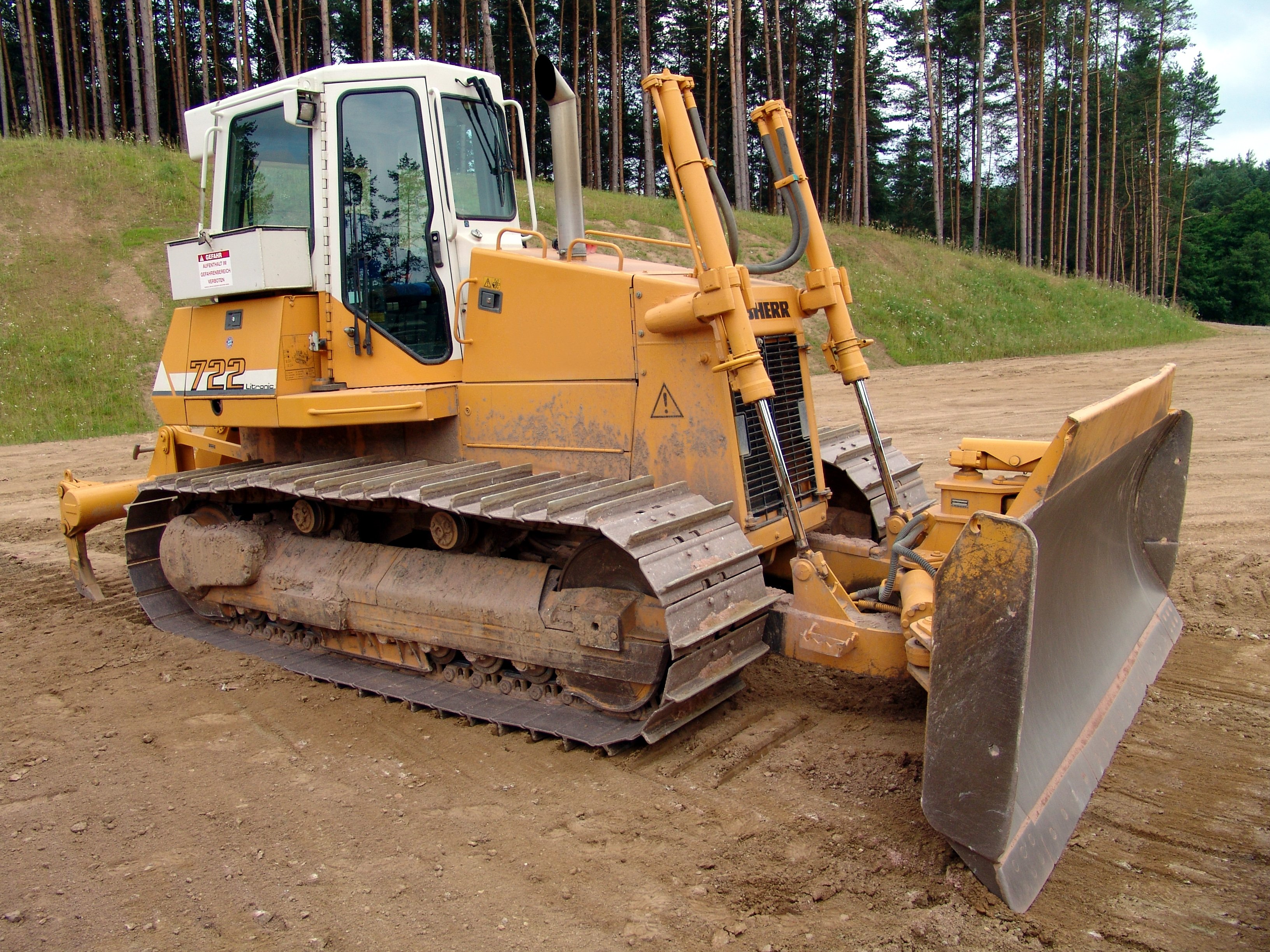
hãng Liebherr

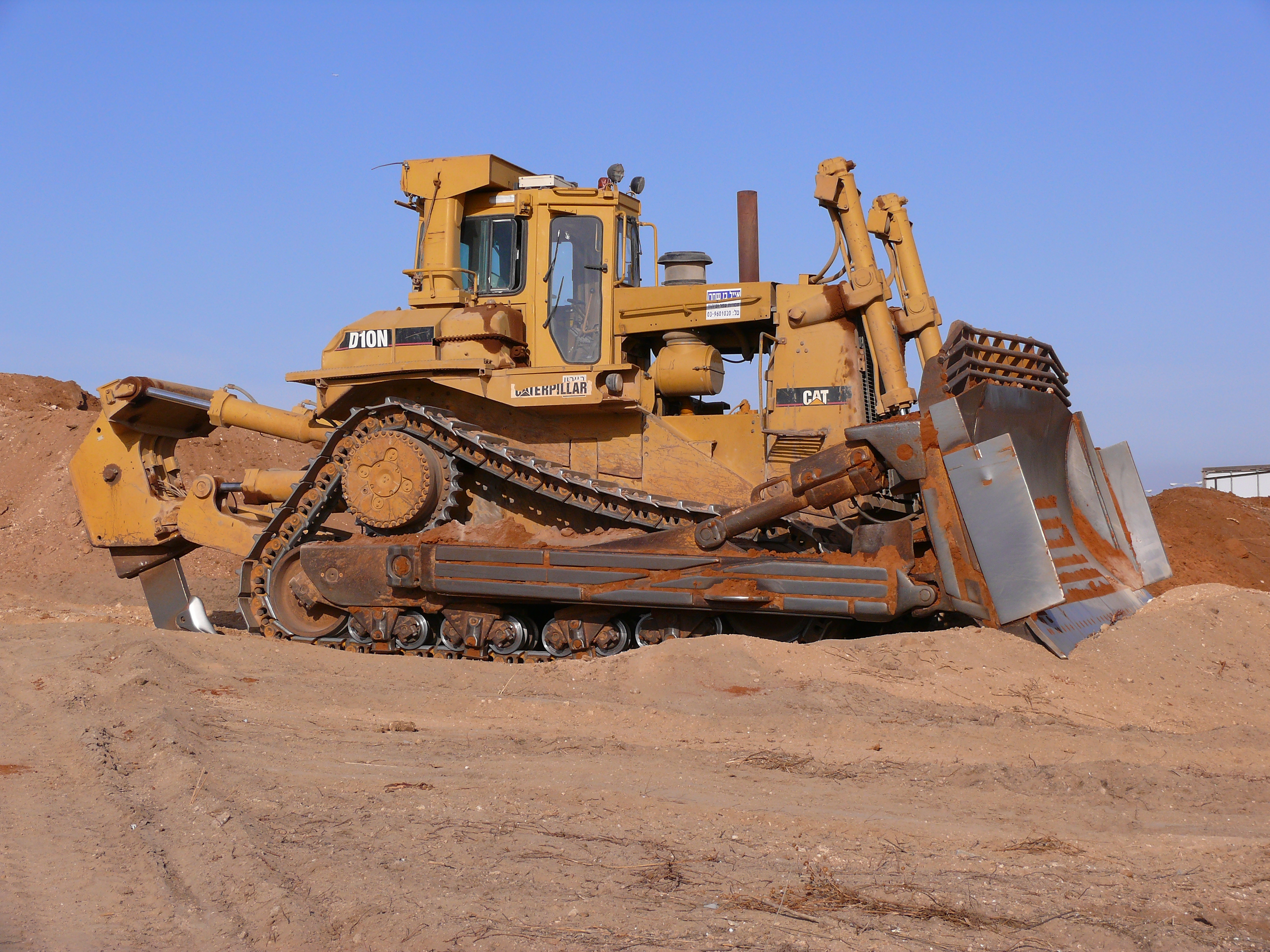
Caterpillar D10N

Máy ủi là khung gầm bánh xích được lắp thêm thiết bị là  lưỡi  ủi.Đây là loại máy thi công theo một chuỗi,san gạt đất bằng bàn gạt ủi (ủi đất) san đất trên mặt bằng có sẵn.

## Công dụng
Máy được sử dụng để san ủi đất, đá, hoặc một số vật liệu rời khác, phục vụ thi công công trình xây dựng trong công nghiệp, giao thông, thủy lợi, nông nghiệp và các công trình phát triển cơ sở hạ tầng khác.

## Cấu tạo
Máy ủi gồm những bộ phận chính sau đây: khung, động cơ, hệ thống truyền lực, hệ thống thủy lực, hệ thống điện, hệ thống điều khiển, buồng lái, hệ thống di chuyển (xích), thiết bị công tác, vỏ (cabo).

## Thi công đất bằng máy ủi
Máy là loại máy thi công công tác san đất. Nó có thể đào đất và đắp đất với độ sâu đào và chiều cao đắp khoảng 1 ÷ 1,5 m, nhưng không quá 2 m. Đồng thời nó có thể vận chuyển đất đi với khoảng cách tối đa khoảng 100 ÷ 180 m, thuộc vào loại máy san có cự ly vận chuyển trung bình. Cự ly vận chuyển đất thích hợp và hiệu quả nhất là khoảng 25 ÷ 100 m. Máy ủi thích hợp công tác với các loại đất cấp I, II, III. Còn nếu phải công tác đất cấp IV thì cần phải làm tơi trước bằng các loại máy đào khác, trong trường hợp này chủ yếu máy ủi làm nhiệm vụ vận chuyển và đắp đất. Khi vận chuyển đất máy ủi có thể leo dốc với độ dốc nhỏ khoảng 10-20 % (máy ủi không nên leo dốc có độ dốc quá 30 %).

### Sơ đồ vận hành
Máy ủi có thể vận hành khi thi công công tác đất theo một trong hai sơ đồ:
- Tiến lùi: Máy ủi chạy thẳng vừa đào vừa vận chuyển đất từ vùng đào sang vùng đắp. Sau khi rải đất vào vùng đắp xong nó chạy lùi về hướng vùng đào tới nơi đào mới gần vị trí đào trước đó, theo dường zích zắc. Sơ đồ này thích hợp áp dụng cho cự ly san khoảng 10 ÷ 50 m.
- Tiến quay: Máy ủi chạy theo đường xoắn lò xo, vừa chạy vừa quay trong lúc đào vận chuyển và rải đất. Cự ly áp dụng hợp lý là khoảng cự ly xa hơn sơ đồ trên.

Trong cả hai sơ đồ vận hành, máy ủi đều phải đi qua lại mỗi đường ranh giới đào đắp O-O hai lần trong một chu kỳ công tác. Ranh giới để áp dụng từng loại sơ đồ vận hành trên là khoảng cách vận chuyển giới hạn lgh, được tinh như sau: 
lgh = 2 vTvL(tQ-tS)/(vT-vL).
Với:
tQ là thời gian quay đầu xe (tiến quay),
tS là thời gian cài số lùi, tức là sang số chuyển từ tiến sang lùi (tiến lùi),
vT là vận tốc máy ủi chạy với số tiến,
vL là vận tốc máy ủi chạy với số lùi.
Nếu cự ly vận chuyển đất mà công trình san đất yêu cầu là lvc > lgh, thì áp dụng sơ đồ tiến quay, và ngược lại áp dụng sơ đồ tiến lùi.

### Năng suất của máy ủi
Năng suất thực dụng của máy ủi Ptd, là năng lực công tác của máy trong vòng một ca làm việc, được tính bằng tích số giữa số chu kỳ công tác của máy ủi trong một ca với khối lượng đất mà máy ủi công tác được trong một chu kỳ vận hành (đây chính là khối lượng đất tính toán trước bàn gạt của máy ủi trong một chu kỳ vận hành). Năng suất thực dụng được tính theo công thức:
Ptd = q(3600Zksktki/Tck). (m³/ca)
Chu kỳ hoạt động của máy ủi Tck = (lđ/vđ)+(lvc/vvc)+((lđ+lvc)/v0)+ t0. (sec) tức là (giây)
Z là số giờ làm việc của máy ủi trong một ca làm việc. (giờ)
ks là hệ số súc đất, kể đến sự rơi vãi trong khi vận hành, máy càng chạy xa rơi càng nhiều.
kt là hệ số sử dụng thời gian.
ki hệ số kể đến ảnh hưởng của độ dốc mặt đất khi máy ủi vận hành.
lđ, lvc là các quãng đường mà máy ủi thực hiện đào đất và vận chuyển đất trong chu kỳ làm việc. (m)
vđ, vvc là tốc độ máy ủi chạy khi đào và khi vận chuyển. (m/s)
v0 là tốc độ máy chạy về (không tải). (m/s)
t0 là tổng thời gian máy ủi nâng hạ bàn gạt, quay và cài số. (sec)
q là lượng đất tính toán trước bàn gạt máy ủi. (m³)
Lượng đất công tác nằm trước bàn gạt khi máy ủi làm việc thường bị rơi vãi dẫn đến năng suất thực tế của máy ủi thường bị giảm. Lượng đất lúc máy ủi bắt đầu ủi được tính theo công thức:
q0=0,75h2B, trong đó
h là chiều cao bàn gạt. (m)
B là bề rộng bàn gạt. (m)
Nếu cự ly vận chuyển nhỏ dưới 10 m thì có thể coi là đất không bị rơi vãi trên quãng đường vận chuyển (q=q0). Nếu cự ly vận chuyển lớn hơn 10 m thì q=q0-0,02B(lvc-10,0). Để nâng cao năng suất, cách tốt nhất là dùng các biện pháp để giảm sự rơi vãi khi ủi đất. Có thể có những cách sau để làm việc đó nhằm giữ năng suất:
- cho máy ủi ủi thành rãnh, dùng thành vách đất hai bên rãnh để giữ đất,
- cho máy ủi chạy thành từng cặp đôi song hành, giảm sự rơi vãi ở một phía của bàn gạt mỗi máy,
- cho máy ủi thành từng đợt ngắn. Nếu máy ủi thường thì khoảng cách vận chuyển hợp lý là 30 ÷ 40 m, nếu ủi rãnh có thể tăng lên 50 ÷ 60 m.
- Dùng máy ủi có cánh phụ lắp bản lề ở hai đầu bàn gạt để tránh rơi vãi khi ủi.

Độ dốc cũng ảnh hưởng đến năng suất, nên khi máy ủi di chuyển trên địa hình dốc thì phải khống chế điều kiện làm việc của máy ủi sao cho:
- Độ dốc ủi khi máy lên dốc không vượt quá 25°,
- Độ dốc ủi khi máy xuống dốc không vượt quá 35°,
- Độ dốc ủi khi máy di chuyển ngang không vượt quá 30°.